# Pastlingsee
Der Pastlingsee ist ein 61,21 ha großes Naturschutzgebiet im Landkreis Spree-Neiße in Brandenburg. Es liegt im Naturpark Schlaubetal nordöstlich von Drewitz, einem Ortsteil der Gemeinde Jänschwalde, und südwestlich von Bärenklau, einem Ortsteil der Gemeinde Schenkendöbern.
Das Gebiet steht seit dem 18. Oktober 2003 unter Naturschutz.